# Портрет Грегора Бачі
«Портрет Грегора Бачі» — картина невідомого німецького художника XVI століття, виставлена в замку Амбрас у Інсбруку.

## Опис
Картина написана олійними фарбами на полотні. На картині зображений угорський шляхтич Грегор Бачі (угор. Baksa Márk), який вижив після поранення — спис увійшов в праву очну яму й вийшов через шию.
У лівому верхньому куті виконано напис латиною: GREGOR. BAXI VNG: NOB: — Грегор БАКСІ (германізовано Бачі) угорський шляхтич.
Існує декілька версій обставин поранення, за однією з версій рану було отримано під час лицарського поєдинку, за іншою версією — під час битви з турками.

## Історія картини

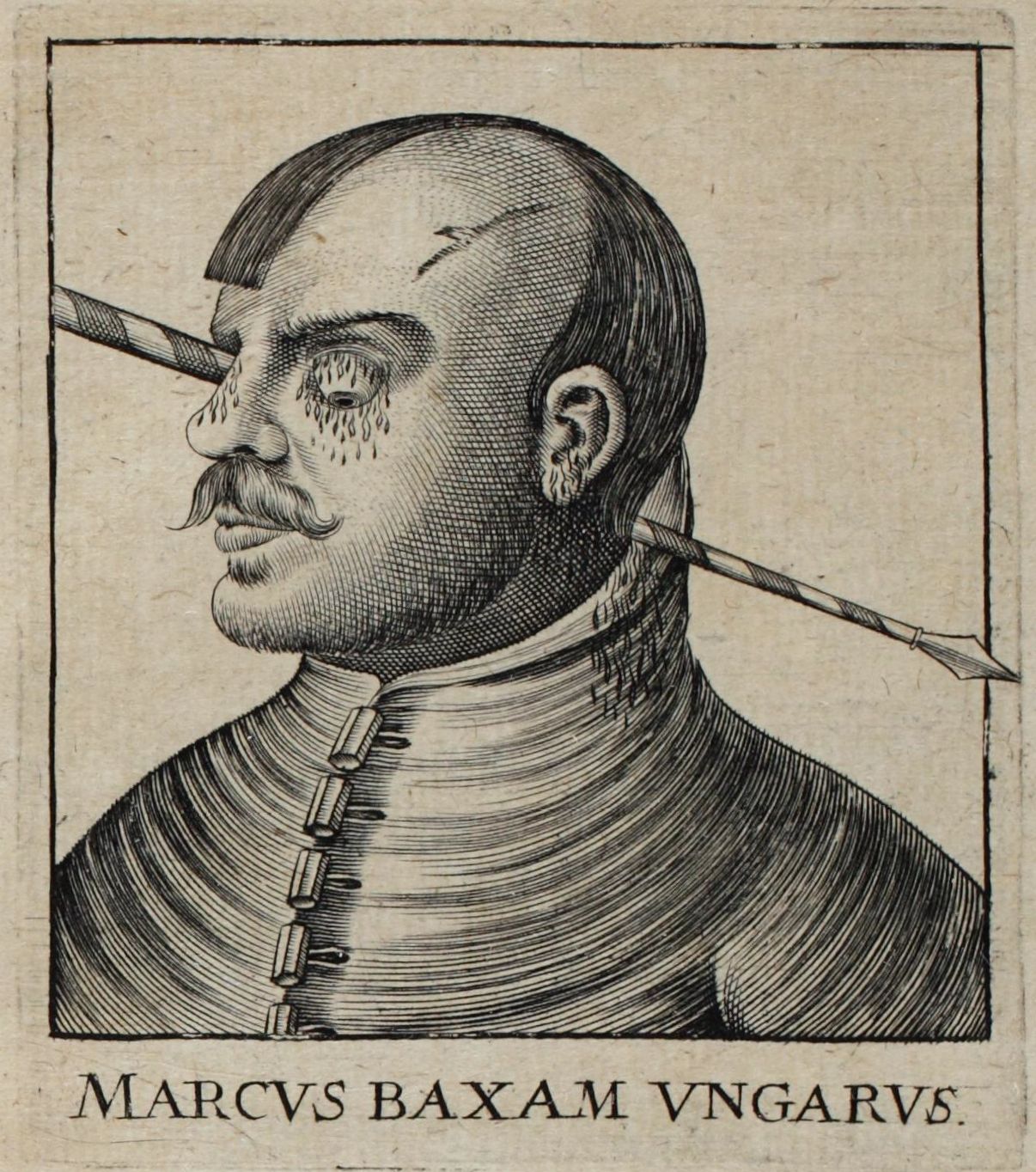
Гравюра на мідній дошці, кінець XVI століття, невідомий автор.

Картина вперше згадується 1621 року в інвентаризаційних записах замку Амбрас під назвою: «Угорський гусар, який отримав поранення в боротьбі з турками». Скорше за все картина потрапила до колекції ерцгерцога Фердинанда II завдяки його зацікавленню до зброї та антикваріату.

## Медичний аспект
Однією із загадок картини є питання — чи може людина вижити після такого поранення. Ймовірно, саме цей факт і був причиною написання картини, — такі смертельні травми не були рідкісними в той час, проте художник виконав портрет саме цього дворянина. У статті авторитетного медичного журналу «The Lancet» наводиться опис аналогічної травми, яку отримав ремісник — металевий прут упав зі стелі церкви з висоти 14 метрів і простромив голову за такою ж траєкторією. Через п'ять років людина практично не відчувала будь-яких симптомів травми.